# Floris Takens

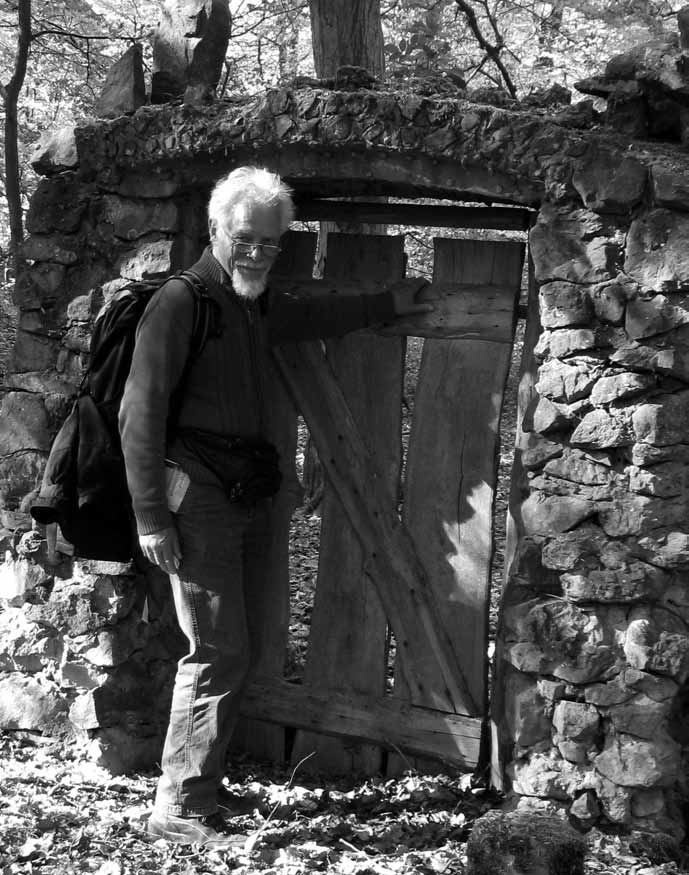

Floris Takens (Zaandam, 12 november 1940 – Groningen, 20 juni 2010) was een Nederlandse wiskundige.
Takens studeerde wiskunde aan de Universiteit van Amsterdam en promoveerde er in 1969 onder Nicolaas Kuiper op een proefschrift getiteld The minimal number of critical points of a function on a compact manifold and the Lusternik–Schnirelman category. Hij werd in 1972 benoemd tot hoogleraar aan het Mathematisch Instituut van de Rijksuniversiteit Groningen. Takens verwierf bekendheid door zijn werk aan wiskunde die verband houdt met systeemtheorie en chaostheorie. In 1971 voerde hij samen met David Ruelle het begrip vreemde aantrekker in. Zijn voornaamste bijdragen liggen op het gebied van de interpretatie van turbulentie en tijdreeksen van niet-lineaire dynamische systemen en de analyse van homokliene vertakkingen. In 1999 ging hij op 59-jarige leeftijd met emeritaat.
In 1991 werd hij lid van de Koninklijke Nederlandse Akademie van Wetenschappen (KNAW) waar hij in 2003 voorzitter van de sectie Wiskunde werd. In 2001 werd hem een eredoctoraat van de Technische Universiteit Delft verleend.
Op 11 november 2005 werd hij benoemd tot Ridder in de Orde van de Nederlandse Leeuw.
- Bibliothèque nationale de France: cb12346732s (data)
- Catàleg d'autoritats de noms i títols de Catalunya: 981058517647506706
- CiNii: DA00854582
- Gemeinsame Normdatei: 112980732
- International Standard Name Identifier: 0000 0001 2283 9788
- Library of Congress Control Number: n78048472
- Mathematics Genealogy Project: 44979
- Nationale Bibliotheek van Tsjechië: ntk2011655254
- Nationale Bibliotheek van Israël: 987007604906205171
- Nederlandse Thesaurus van Auteursnamen: 068730233
- Système universitaire de documentation: 032437242
- Virtual International Authority File: 108589386
- WorldCat: E39PBJhhw6Df4JWvdCTcg8fH4q